# Cardeñuela Riopico
Cardeñuela Riopico ist eine Gemeinde am Camino Francés in der Provinz Burgos der Autonomen Gemeinschaft Kastilien-León, sie liegt fünfzehn Kilometer östlich von Burgos.

## Bevölkerungsentwicklung
| Jahr      | 1991 | 1996 | 2001 | 2004 | 2006 | 2007 |
| --------- | ---- | ---- | ---- | ---- | ---- | ---- |
| Einwohner | 70   | 78   | 101  | 94   | 108  | 111  |

## Politik
Seit dem 26. Mai 2019 setzt sich der Gemeinderat wie folgt zusammen:
- PSOE: 2
- VOX: 3

## Sehenswürdigkeiten
- Pfarrkirche Santa Eulalia

## Dörfer und Weiler
- Cardeñuela Riopico – 92 Einwohner (2007) 42° 21′ 36″ N, 3° 33′ 28″ W
- Villaval – 19 Einwohner (2007) 42° 22′ 8″ N, 3° 33′ 12″ W